# LG G4
LG G4是由LG电子开发的Android 智能手机 ，是LG G系列的一部分 。于2015年4月28日首次亮相，并于2015年4月29日在韩国首次发布，在2015年6月广泛发布，作为2014年G3的继承者。 G4主要是基于G3设计演变，G4对显示器和摄像头都进行了修改。 
评论家对G4做出了积极的评价：赞扬其显示、相机质量和整体性能。他们认为G4虽然是一款功能强大的设备，但是与其前代相比没有足够的实质性改变或创新从而使该设备能够与其主要竞争对手脱颖而出。但可能会吸引力用户需要具有可扩展存储和可拆卸电池的智能手机，因为它们在推出时主要竞争对手排除了这些功能，即三星Galaxy S6 。  

## 产品规格

### 硬件

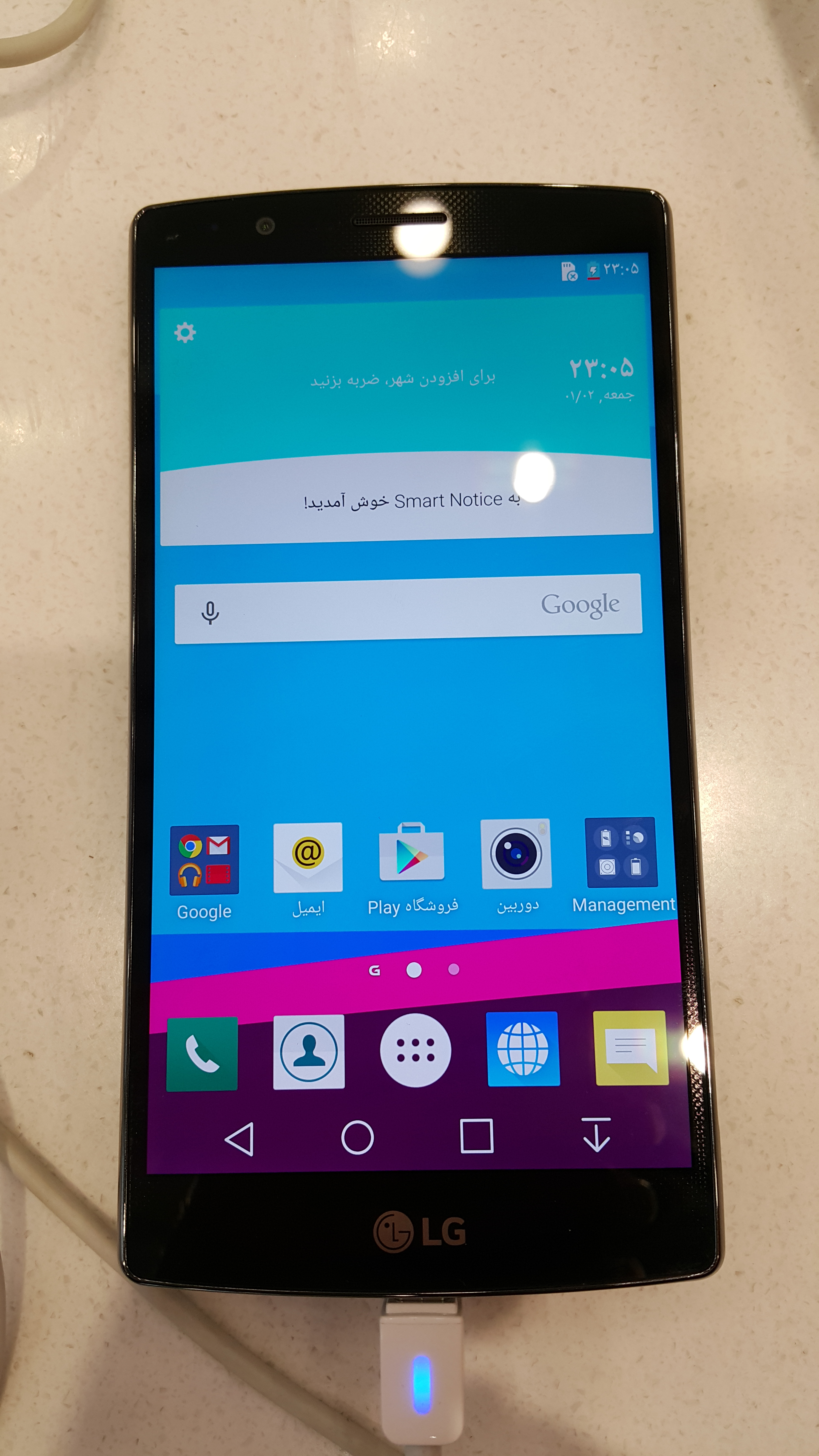
LG G4显示器

G4保留了G3设计中的后置音量和相机按钮等元素，并提供多种后盖选项，包括带有菱形图案的塑料盖和涂有皮革的塑料盖，中间缝合。提供六种皮革颜色可供选择。 G4的特色是5.5英寸（140 mm）     ， 1440p “Quantum IPS”显示器，LG表示将提供比LG未明确指定的另一显示器更好的对比度，色彩准确度和能效。 G4使用六核Snapdragon 808和3   GB的RAM，由四个低功耗Cortex-A53内核和两个Cortex-A57内核组成。   G4包括一个可拆卸的3000   mAh电池并支持Qualcomm Quick Charge 2.0技术和兼容的AC适配器。  G4配备32GB存储空间，并可选择使用microSD卡扩展可用存储空间，最多可达2TB。 
后置摄像头具有1600 万像素传感器，带有af / 1.8光圈镜头，红外有源自动对焦 ，三轴光学防抖和LED闪光灯。 “RGB色谱传感器”位于闪光灯的下方，用来分析环境光线以优化白平衡和闪光颜色，从而生成更自然的图像。 前置摄像头为800万像素，光圈为f / 2.0。 

### 软件
G4配备了Android Lollipop ，虽然整体用户体验与G3相当。 相机软件升级了原始图像支持，以及新的手动模式，可以调整焦距， 快门速度 ， ISO和白平衡 。 可以选择当屏幕关闭时，双击下部音量按钮自动拍摄照片。  预览功能允许用户通过向下拖动来关闭显示屏时查看通知。 
2015年10月14日，LG宣布G4将升级到Android Marshmallow，并将于下周在波兰发布，随后在其他欧洲国家，韩国和美国的Sprint上发布 。  它支持新功能，例如“ Google 即时 ”，允许用户在屏幕上当前显示的信息的上下文中执行搜索，以及可在设备运行时优化电池使用并且没有被物理处理的"Doze”。 到2016年2月，它已经扩大到更广泛的分布，例如在加拿大。  Android Nougat于2017年7月开始供选定型号使用。 

## 技术问题

#### 触摸屏问题
一些用户报告说G4触摸屏的性能不一致，有些T-Mobile和Verizon的版本，当用户在注册快速点击和滑动时遇到了问题。 2015年6月，LG发布了更新以修复其键盘应用程序中的问题，随后Verizon于2015年11月发布了主要的OTA更新，以修复触摸屏问题并解决设备的其他问题。   

#### “Bootloop”硬件故障
2016年1月，LG确认某些G4装置存在制造缺陷，最终导致它们进入不可恢复的重启循环，这是由于“组件之间的松散接触”造成的。该公司表示将免费维修或更换受保修的受影响设备。  
2017年3月，针对美国加利福尼亚州的LG电子提起集体诉讼，声称尽管已经承认其存在，但LG继续生产G4及其姐妹型号V10的部件，并且已经分发可以作为保修更换的手机。该诉讼指出，LG没有召回或“向消费者提供足够的补救措施”购买这两种型号，也没有为超过一年保修期的设备提供任何补救措施。 该诉讼从未被证实为集体诉讼 ，并被送交仲裁 。  2018年1月，LG同意向诉讼参与者支付700美元购买LG智能手机的费用或425美元。 由于诉讼没有被证明是集体诉讼，实际上没有参与诉讼的消费者没有收到任何款项。 